# Мичуриновка (Самарская область)
Мичуриновка — посёлок в Богатовском районе Самарской области. Входит в состав сельского поселения Арзамасцевка.

## История
В 1973 г. Указом Президиума ВС РСФСР поселок лесопитомника переименован в Мичуриновка.

## Население
| 2010 |
| ---- |
| 55   |